# Ivan Mlakar (teolog)
‎Ivan Mlakar, slovenski teolog in filozof, * 5. junij 1845, Lovrenc na Dravskem polju, † 16. februar 1914, Maribor.

## Življenjepis
Ivan Mlakar Ivan, sin kmečkih staršev očeta Antona in matere Marije (dekliški priimek ni znan) je gimnazijo obiskoval v Mariboru. Po končani gimnaziji je nato nekaj časa študiral filozofijo v Gradcu, nato pa bogoslovje v Mariboru (1869–1873). Po posvečenju je bil 1873/1874 kaplan na Ljubnem v Savinjski dolini, 1874–1878 pri Sv. Križu pri Rogaški Slatini, 1878 v Konjicah, nato 1878–1886 podvodja in 1885–1902 vodja deškega semenišča, 1902–1909 ravnatelj teološkega semenišča v Mariboru, od 1. marca 1879 do 31. avg. 1905 profesor specialne dogmatike na Visoki bogoslovni šoli v Mariboru (do 1897 tudi fundamentalne teologije na istem učilišču).  6. okt. 1879 je doktoriral v Gradcu in posta dr. theol. Leta 1895 je postal stolni kanonik, 1907 stolni dekan. Umrl je za kapjo, ki ga je 15. apr. zadela ob koncu konzistorialne seje.